# NHK京都放送局
NHK京都放送局（日语：／ Enu Echi Kei Kyōto Hōsōkyoku），又译NHK京都广播电视台，是日本放送协会（NHK）位于京都府京都市的地方放送局，1932年6月24日正式设立。2015年2月21日，NHK京都遷入位於烏丸御池站附近的新放送會館。

## 简介
NHK京都的前身为1925年7月16日设立的“社团法人大阪放送局京都出张所”。1932年3月20日，京都出张所升格为“社团法人日本放送协会关西支部京都支所”，同年6月24日又升格为京都放送局。
目前NHK京都负责向京都府全境播出NHK京都综合频道（JOOK-DTV，选台号码1）及NHK京都调频广播（JOOK-FM，FM 82.2MHz，另有多座小功率补点发射台），同时负责转播NHK大阪教育频道（选台号码2）、NHK大阪第一套广播（585、999、1026kHz）。NHK京都第一套广播（JOOK）及京都第二套广播（JOOB）已分别于2015年2月2日和1973年3月20日停播。